# Американо-малавийские отношения
Американо-малавийские отношения — двусторонние дипломатические отношения между Соединёнными Штатами Америки и Малави.

## История
В 1964 году Соединённые Штаты Америки установили дипломатические отношения с Малави, после обретения ей независимости от Великобритании. С 1966 по 1994 год Малави была однопартийным государством, после перехода к многопартийной демократии  двусторонние отношения между странами стали крепче. Вашингтон стал оказывать содействие Малави в развитии системы здравоохранения, образования, сельского хозяйства, энергетики и экологии.
Мировоззрение обеих стран на необходимость экономической и политической стабильности на юге Африки в целом совпадает. Малави выступает за мирное разрешение проблем в регионе путем переговоров и работает над достижением этих целей на различных региональных и международных форумах. Соединённые Штаты и Малави поддерживают тесные оборонные отношения. При поддержке США Малави направила девять батальонов для участия в операции ООН по поддержанию мира в Кот-д'Ивуаре и Демократической Республике Конго. В 2017 году Соединённые Штаты и Малави организовали проведение пятого ежегодного саммита африканских сухопутных сил.

## Торговля
Малави имеет льготы при торговле с США в соответствии с Законом о росте и возможностях африканских стран. В 2016 году экспорт США в Малави составил сумму 201 млн. долларов США и включал в себя поставки фармацевтических продуктов, электроники и гуманитарную помощь, в том числе сельскохозяйственную продукцию. В 2016 году импорт США из Малави  составил сумму 75 млн. долларов США, включая в себя табак, чай, сахар, орехи макадамии, кофе и одежду.